# 17022 Huisjen
17022 Huisjen este un asteroid din centura principală de asteroizi.

## Descriere
17022 Huisjen este un asteroid din centura principală de asteroizi. A fost descoperit pe 18 februarie 1999 la Stația Anderson Mesa în cadrul programului LONEOS. El prezintă o orbită caracterizată de o semiaxă mare de 2,46 ua, o excentricitate de 0,19 și o înclinație de 4,2° în raport cu ecliptica.